# رولز رويس توربوميكا المحدودة
رولز رويس توربوميكا المحدودة (بالإنجليزية: Rolls-Royce Turbomeca Limited)‏ المعروفة أختصاراً ب آر آر تي إم (RRTM)، هو مشروع مشترك بين شركة رولز رويس بي إل سي (المملكة المتحدة) وتوربوميكا (فرنسا).  المشروع المشترك تطور ونتج عنه اثنين من المحركات، الجوية هما رولز رويس توربوميكا أدور المروحي (turbofan) ومحرك رولز رويس توربوميكا آر تي إم 322 التوربيني (turboshaft).

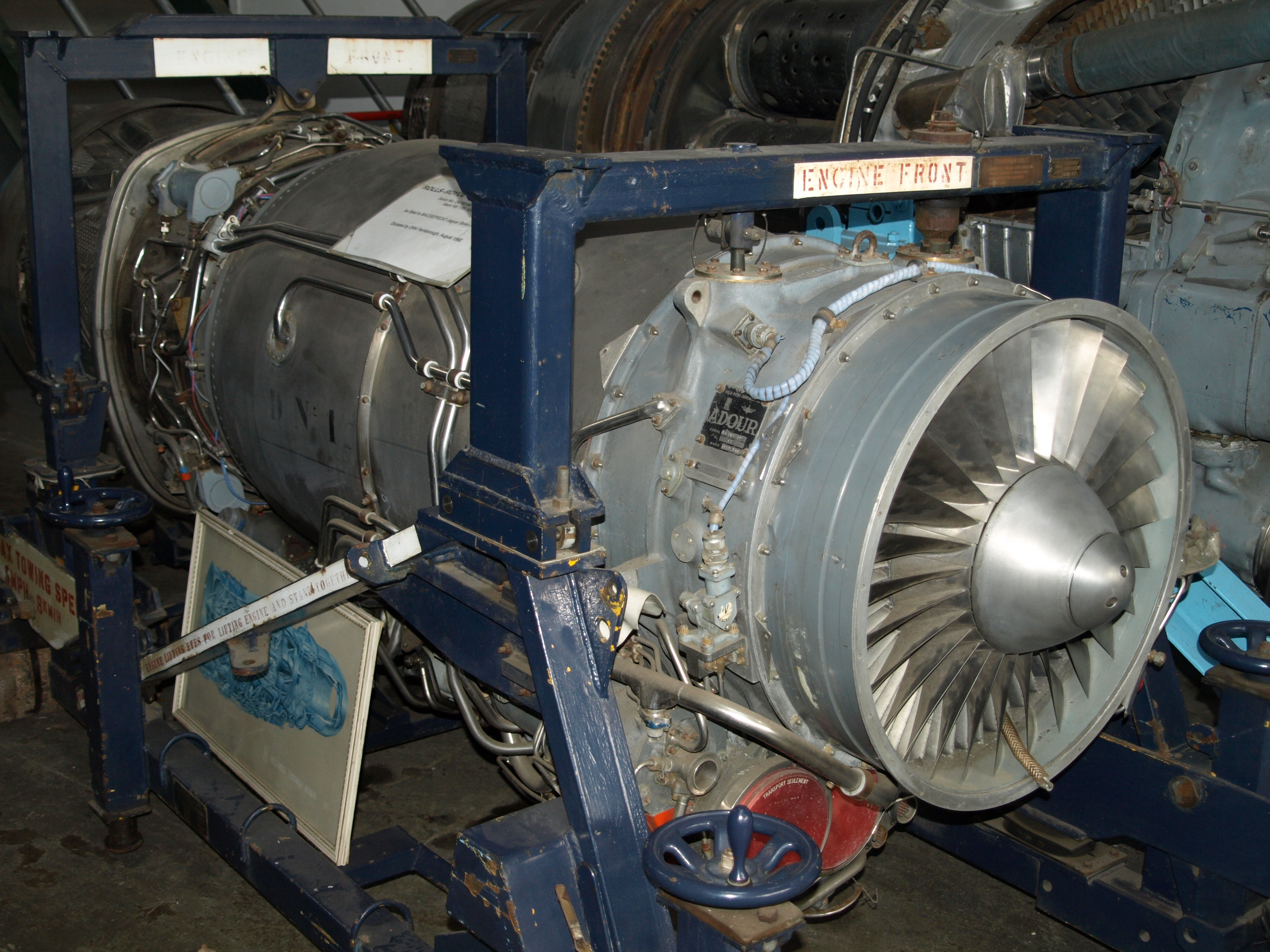
محرك أدور معروض متحف بروكلاندز

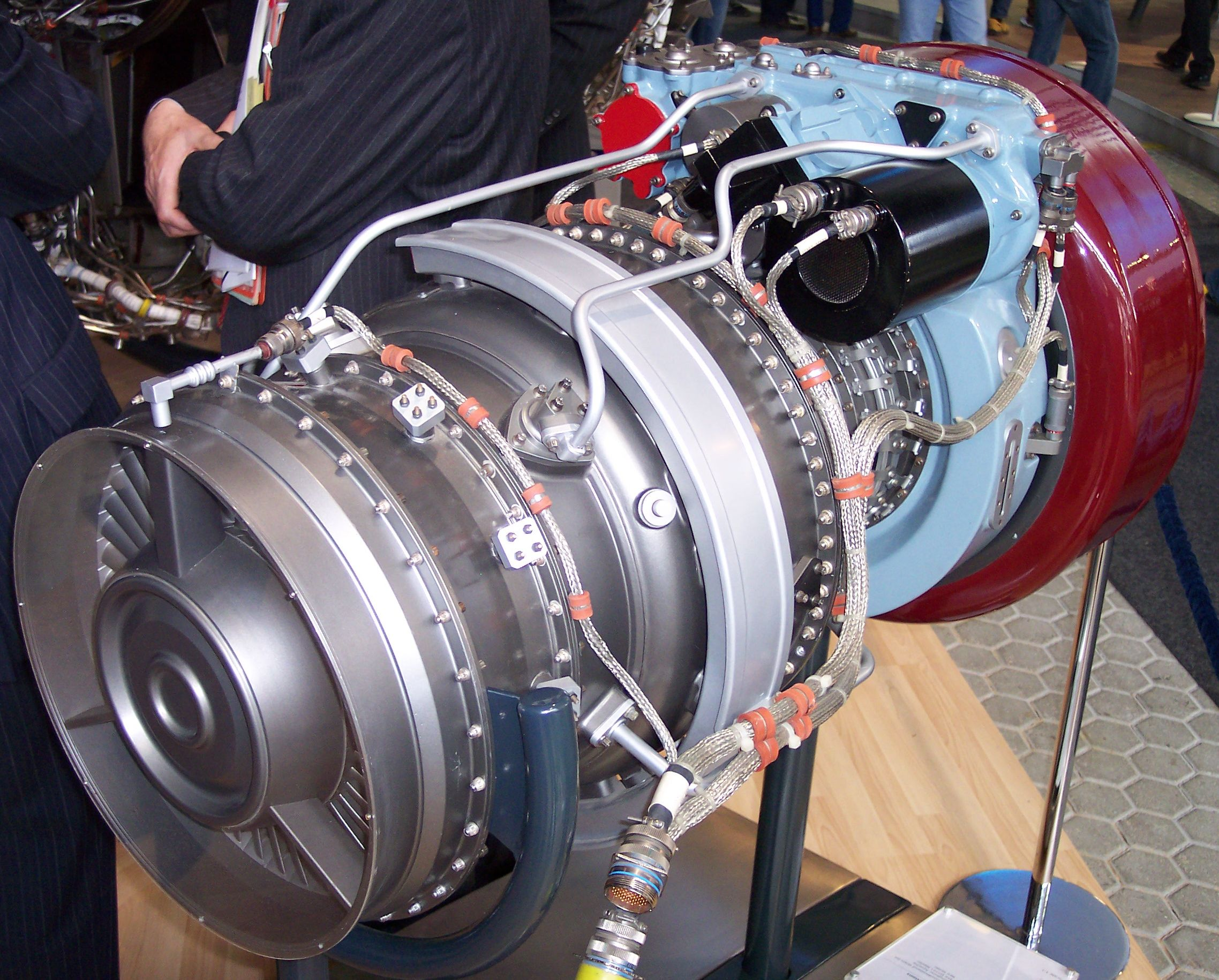
محرك رولز رويس توربوميكا آر تي إم 322

## المحركات
- Rolls-Royce Turbomeca Adour
- رولز رويس توربوميكا آر تي إم 322

## وصلات خارجية
- جينس الجوية-محركات - معاينة الصانع